# 사랑, 기억에 머물다
《사랑, 기억에 머물다》는 웹드라마이다.

## 등장 인물
- 오하영 : 유하리 역
- 고윤 : 노진우 역
- 손승국 : 우민영 역
- 황소희 : 서희 역
- 정은혜 : 송선하 역
- 이상아 : 정지선 역
- 임영서 : 지 국장 역